# Bangun Harjo (Buay Madang Timur)
Bangun Harjo is een bestuurslaag in het regentschap Ogan Komering Ulu van de provincie Zuid-Sumatra, Indonesië. Bangun Harjo telt 1856 inwoners (volkstelling 2010).